# Signatur
 For alternative betydninger, se Signatur (flertydig). (Se også artikler, som begynder med Signatur)
En signatur er en underskrift. Ved at sætte sit navn på et dokument erklærer underskriveren sig enig i indholdet.

## Maleri
En maler vedkender sig sit kunstværk med sin signatur . I antikkens Grækenland signerede kunstneren sit værk, og vi kender navnene på kunstnere som Praxiteles. I Romerriget møder vi derimod en anonym kunst, for kunstnerne signerede ikke sine værker, og de allerfleste romerske kunstnere er i dag navnløse. 